# Кубок Кривбасса
Кубок Кривбасса — международный конкурс баянистов и аккордеонистов в городе Кривой Рог Днепропетровской области.

## История
Основан в 1992 году. Изначально имел статус всеукраинского конкурса.
С 1995 года приобрёл международный статус.
Проводился до 2012 года.

## Характеристика
Проводился один раз в 3 года.
Организаторами конкурса выступили Министерство культуры и искусств Украины, Всеукраинский музыкальный союз, Украинская ассоциация баянистов и аккордеонистов, отдел культуры Криворожского городского исполкома, Криворожское музыкальное училище. Художественным руководителем был баянист, профессор Анатолий Семешко. Президентом проекта стал Анатолий Авдиевский.
Среди победителей были Юрий Медяник, криворожские баянисты О. Ивченко, В. Стецун, К. Жуков, Д. Султанов. Лауреатами становились Андрей Дубий, Александр Хрустевич и другие.
Среди исполнителей широко использовались произведения Владимира Зубицкого.